# Alto Rio Doce
Alto Rio Doce är en kommun i Brasilien.   Den ligger i delstaten Minas Gerais, i den sydöstra delen av landet, 700 km sydost om huvudstaden Brasília. Antalet invånare är 12 158.
Omgivningarna runt Alto Rio Doce är huvudsakligen savann. Runt Alto Rio Doce är det ganska glesbefolkat, med 25 invånare per kvadratkilometer.